# Теория запоя
«Теория запоя» — российский фильм 2002 года, дебют в полнометражном кино режиссёра Наталии Погоничевой.
Фильм снят по пьесе Дениса Родимина и Левана Галустова «Теория забоя».
Премьера фильма прошла в апреле 2003 года в кинотеатре «МДМ-Кино II». С 2003 года фильм периодически демонстрируется на телевидении, в том числе на федеральных эфирных каналах (Россия, РТР и РЕН-ТВ).

## Сюжет
Начинается фильм с тревожного пробуждения главного героя — Виталика. Его, лежащего ниц в невзрачных лопушках и подорожниках в форме лётчика гражданской авиации и с недокуренным окурком на губах, находит выгуливающий собаку мальчик. На вопрос главного героя «Какой это аэропорт?» мальчик отвечает — «Фестивальная, 9».
Выясняется, что Виталик в состоянии полной отключки вернулся из рейса в Мозамбик с большой сумкой с подарками для жены (которая была любимой) и для тёщи (которая была начитанной), а также с упитанным лемуром на плече. «Как же я вчера самолёт-то посадил» — искренне удивляется Виталик. А дома его встречает уринотерапия — измученному сушняком Виталику тоже подносят стакан с универсальным лекарством. Он сразу вспоминает, что его уволили с работы и заявляет о своих планах на будущее — работать на грузовых авиаперевозках. Тёща (которая ко всем обращается исключительно «на вы», даже к родной дочери) предлагает ему вместо этого найти надомную работу — на телефоне или плести бисер. Её планы одобряет и любимая жена Светик, что и становится для Виталика последней каплей. Потрясённый открывшимися перспективами и предательством любимой, Виталик решает бежать. Сунув на прощание своему бывшему семейству англоязычную книгу, которая, по его мнению, учит тому, «как устроить свою жизнь и жить без проблем», и подхватив свою сумку, он исчезает из их жизни — как ему кажется — навсегда. Впрочем, пристанище он находит неподалёку — в соседнем подъезде живёт его друг-философ и по совместительству опытный алкоголик Дедулик. Модус вивенди соседа незатейлив — пока есть выпивка, он философствует и делится с собутыльниками своим богатым жизненным опытом, а когда выпивка заканчивается — впадает в спячку, накрываясь с головой ватным одеялом в подвешенном в углу гамаке. И дальше сюжет герметической драмы делится на две короткие неяркие линии, действие в которых развивается параллельно и изолированно с крайне редкими элементами взаимопроникновения. В квартире Дедулика идёт пьянка с короткими перерывами на сон, осложнённая и украшенная паломничеством сочувствующих и соучаствующих в процессе персонажей. А в квартире Виталика развивается процесс поиска (точнее — формирования) достойной альтернативы ушедшему мужу, причём пошаговым руководством в этом служит та самая подаренная Виталиком книга. Тёща Виталика, как она уверяет, вычитала в мануале, что мужем для Светика может стать любой мужчина, перешагнувший порог дома, и они принялись ждать суженого, напряжённо вглядываясь в дверной проём.
Первым в этом проёме оказывается друг детства Петька, со школы влюбленный в Светика. Правда, чуть раньше он уже наведался в квартиру за стенкой, где успел совсем немного выпить, занять у Виталика денег и узнать, что тот ушёл от жены. Это его настолько воодушевило, что через очень короткий промежуток времени он — принарядившись и раздобыв объёмистый букет, большую коробку конфет и бутылку шампанского — уже стоял на пороге заветной квартиры. Петя был чрезвычайно зажат и смущён, нёс полную околесицу и вообще был в словах и поступках очень похож на сомнамбулу. Впрочем, тёщу и её программу замены мужа для дочери это даже не притормозило — она приняла у него из рук букет и отдала Светику, отобрала для себя конфеты и вырвала шампанское, объявив, что это на свадьбу.
На огонёк к Дедулику — вместе с дружной стайкой симпатичных тараканов — заползает в гости Шофёр. Он передвигается на четвереньках, ожидаемо вооружён тремя бутылками водки (одной початой и двумя полными) и сверх ожиданий — автомобильной лампой-переноской. Переноска у него на пороге комнаты падает в большую дыру в половице, а вместо неё он оттуда почему-то достаёт заряженный и взведённый пистолет Макарова и представляется киллером. После короткого допроса, проведённого Дедуликом (который подозревал, что Шофёр только что кого-то задавил) выясняется, что Шофёр ни в чём особо не виноват, а пьёт всегда и правильно.
Петя тем временем уже начинает читать Светику и тёще свои стихи и даже заявляет, что у него скоро выйдет поэтический сборник. Качество его поэзии тёщу шокирует — она отбирает у него лист со стихотворением, аккуратно рвёт его на мелкие части и предлагает Пете приходить на следующий день утром, а они всё пока со Светой обдумают и обсудят.
Утром к Светику заваливается Петя, а к Дедулику — новый колоритный персонаж — ехавший на заработки в Ирландию и случайно осевший в Москве украинский тракторист. Сообразуясь с его серьёзной корпулентностью, ему вместо стакана под водку выдают пивную кружку — из которой он немедленно и выпивает ровно поллитра. Потом ему по телефону (при активном участии Шофёра) находят подходящую для него женщину (в необходимости которой он очень сильно сомневается), живущую в этом же доме, и отправляют его к ней на свидание. По дороге тракторист забывает правильный адрес и вламывается в квартиру к тёще и Светику, где у тех происходит скромное предсвадебное застолье с Петей. Тракторист резко нарушает идиллическое течение вечера, всё выпивает и съедает, забирает остатки еды и лемура, а затем уходит, расплатившись за гостеприимство собственным зубом и больше в фильме не появляется.
В один прекрасный момент Виталик обнаруживает, что между квартирами тёщи и Дедулика есть отличный канал общения — выходящая в обе соседние квартиры розетка. Она обеспечивает достаточную слышимость, чтобы Виталик смог с её помощью разыграть Светика и заманить любимую жену в гости к Дедулику. Предварительно Дедулик, в качестве парламентёра, отправлен в квартиру тёщи, но у него внезапно заканчивается завод и он засыпает под диваном. Из отключки его выводит зашедший в который уже раз к Светику Петя, наливший ему фужер шампанского.
В финале наступает апофеоз любви и полный хэппи-энд — Виталик возвращается к жене, Дедулик обретает в качестве своей половины тёщу, у Пети явно что-то наклёвывается с дворничихой Мариной.

## В ролях
- Ярослав Бойко — Виталик (лётчик). Любит летать, выпивать и свою жену Светика➤. По ходу сюжета под воздействием больших доз алкоголя едва не попадает в цепкие объятия дворничихи Марины➤, но после непродолжительного проживания у соседа Дедулика➤ возвращается к Светику (актёр в процессе съёмок не выпил ни грамма алкоголя)[6].
- Дина Корзун — Светик, жена Виталика. Любит мужа, маму и эксперименты. Почти весь фильм под чутким руководством своей мамы (Тёщи Виталика➤) пытается создать из одного из общих знакомых (школьный учитель Петя➤) нового идеального мужа. Эксперимент проваливается, а Светик воссоединяется с Виталиком.
- Сергей Арцибашев — Дедулик (сосед и друг Виталика) + закадровый текст. Любит выпить, поспать и пофилософствовать. В отсутствие выпивки впадает в спячку, при её наличии — в философию. Его очень небольшая квартира — настоящий странноприимный дом с неожиданными сюрпризами (например — глубокая дыра под половицей с пистолетом в ней или стадо гулко цокающих по паркету тараканов). Этот эрзац-хостел в обязательном порядке посещают все мужские персонажи фильма и в обязательном порядке в нём напиваются. Каждого нового гостя Дедулик встречает фразой «А ты кто, такой некрасивый?» (кроме Пети➤ — его он приветствует фразой «А денег нет!»), а каждый новый стакан водки опрокидывает с каким-нибудь новым финтом. В финале воссоединяется с Тёщей Виталика.
- Галина Петрова — Тёща Виталика. Любит критиковать зятя, ставить эксперименты, а также читать книги по саморазвитию и поиску счастья. Лучше дочери знает, какой муж ей нужен и упорно ведёт её к новой цели, руководствуясь подаренным Виталиком печатным пособием (отчаянно при этом жульничая и импровизируя). Хотя этот проект проваливается, в финале Тёща обретает счастье в лице соседа Дедулика➤, который вдруг перестаёт пить и спать.
- Евгений Булдаков — Петя (первый гость Дедулика➤, школьный учитель, поклонник и кандидат в альтернативные — вместо Виталика — мужья Светика). Любит детей, поэзию и Светика со школы. Патологически застенчив и нерешителен. В финале становится объектом пристального внимания дворничихи Марины➤.
- Виктор Сухоруков — Шофёр (второй гость Дедулика➤). Любит помогать людям, называть жену самкой и выпивку.
- Станислав Дужников — Тракторист (третий гость Дедулика➤). Любит хорошие заработки, говорить по-украински и выпивку. Ехал с отцом в Ирландию за длинным ирландским фунтом, но осел в Москве. Собутыльники, убеждённые что без женщин нельзя, пытаются ему найти достойную кандидатуру поблизости. Он, сильно сомневающийся в полезности женского пола, относится к этой затее прохладно.
- Мария Миронова — Идеальная женщина (алкогольная галлюцинация Виталика).
- Сергей Шнуров — Фея-гаишник (коллективная алкогольная галлюцинация Шофёра и Виталика)
- Светлана Киселева — дворничиха Марина (женщина-вамп, кандидат в альтернативные — вместо Светика — жёны Виталика). Виталик у раскрытого окна объяснялся в любви идеальной женщине — галлюцинации➤, но дворничиха галлюцинации не видела и приняла эти объяснения на свой счёт. Решила женить на себе Виталика, но не преуспела. Зато в финале к ней проявляет внимание оставшийся не у дел Петя➤.
- Константин Мурзенко — сантехник (в эпизоде).

## Съёмочная группа
- Режиссёр-постановщик: Наталия Погоничева
- Авторы сценария: Денис Родимин, Леван Галустов
- Оператор-постановщик: Михаил Кричман
- Художник-постановщик: Алёна Шкермонтова
- Композитор: Сергей Шнуров

## Саундтрек
В саундтрек фильма вошли песни рок-группы «Ленинград»:
- Мне бы в небо (начальные титры)
- Х** в пальто (появление Шофёра в квартире Дедулика)
- Я так тебя люблю (финальные титры).

## Роль фильма в творчестве создателей
У режиссёра Наталии Погоничевой это был первый и единственный полнометражный художественный фильм, больше она себя в этом формате пока не пробовала. У оператора Михаила Кричмана его дебют в полном метре прошёл вполне успешно и стал первым шагом на длинном и успешном творческом пути в игровом кино (следующими его фильмами стали «Небо. Самолёт. Девушка» и «Возвращение»). К актёру Ярославу Бойко известность пришла именно после роли Виталика в этом фильме. Непьющего Виктора Сухорукова режиссёр сделала голубоглазым блондином с очень длинными волосами — о чём он потом долго вспоминал (хотя и остался недоволен фильмом и работой режиссёра). Сергей Шнуров (в фильме — композитор и один из актёров) перед работой над лентой отказался от выступлений с концертами и сосредоточился на написании саундтреков к фильмам «Теория запоя» и «Бумер». Эпизодическая роль феи-гаишника в фильме стала для него одной из первых актёрских работ в кино. Для сценариста Дениса Родимина это тоже была одной из первых работ в кино (за ней последовали «Бумер», «Бумер-2», «ДухLess» и др.). А вот для продюсера Сергея Хотимского не слишком удачный фильм послужил сигналом для ухода из кинобизнеса — он вскоре сосредоточился исключительно на финансовой сфере. Не помогло даже то, что в «Теории запоя» он является ещё и закадровым участником — в какой-то момент Светик звонит по телефону в «квартиру Хотимских» и спрашивает у его матери, не заходил ли к Сергею (Хотимскому) Виталик. На творческий путь Дины Корзун этот фильм повлиял незначительно, хотя ей самой роль Светика понравилась в силу необычности:
...ещё был комедийный фильм “Теория забоя, или Не летать”, работа в нём мне очень понравилась, необычная роль.
.